# Lista de campeões em simples de torneios do Grand Slam

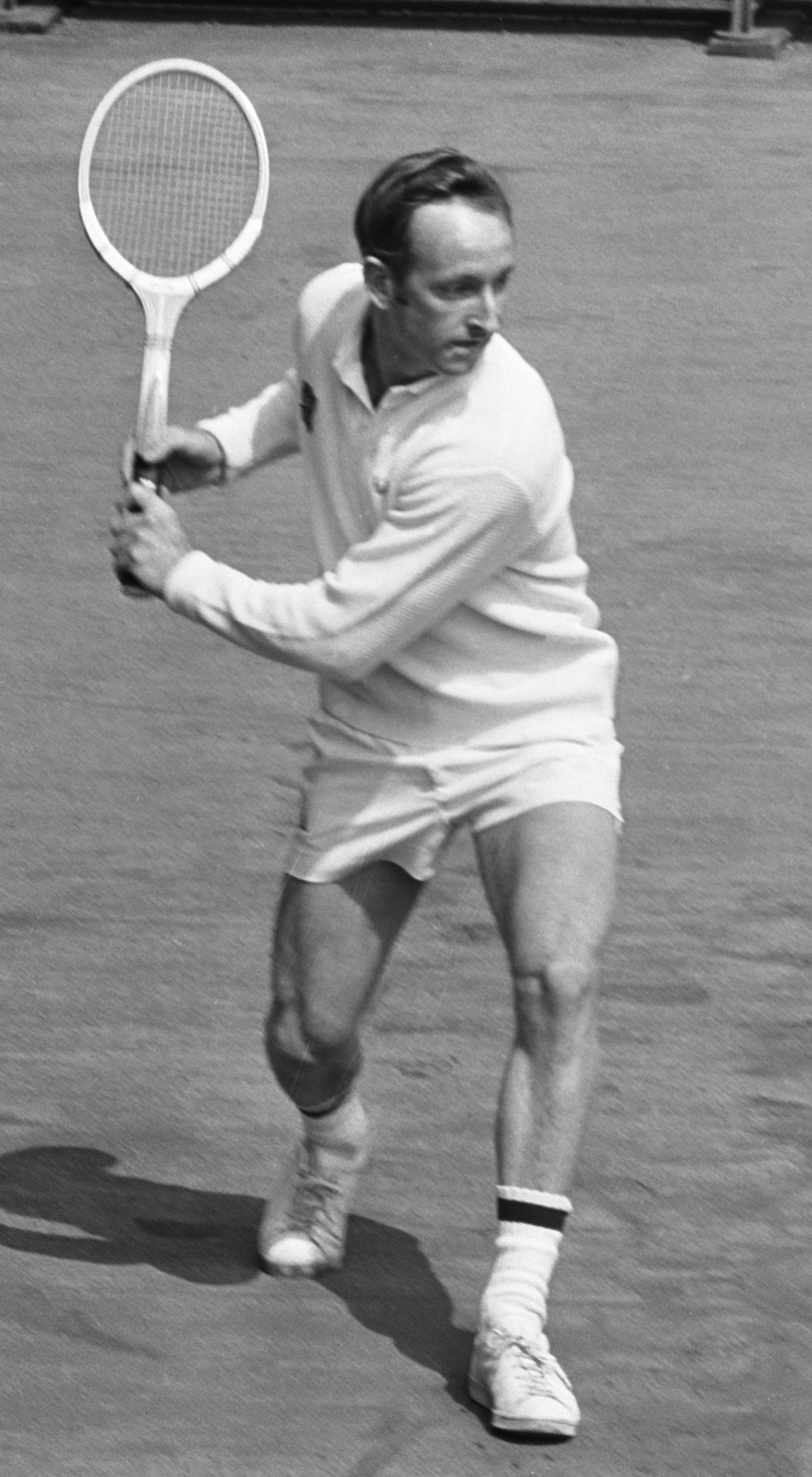
Rod Laver conquistou por duas vezes o Grand Slam, em 1962 e 1969.

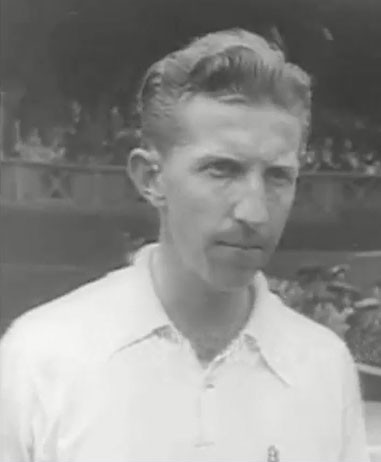
Don Budge foi o primeiro tenista a conquistar o Grand Slam, em 1938.

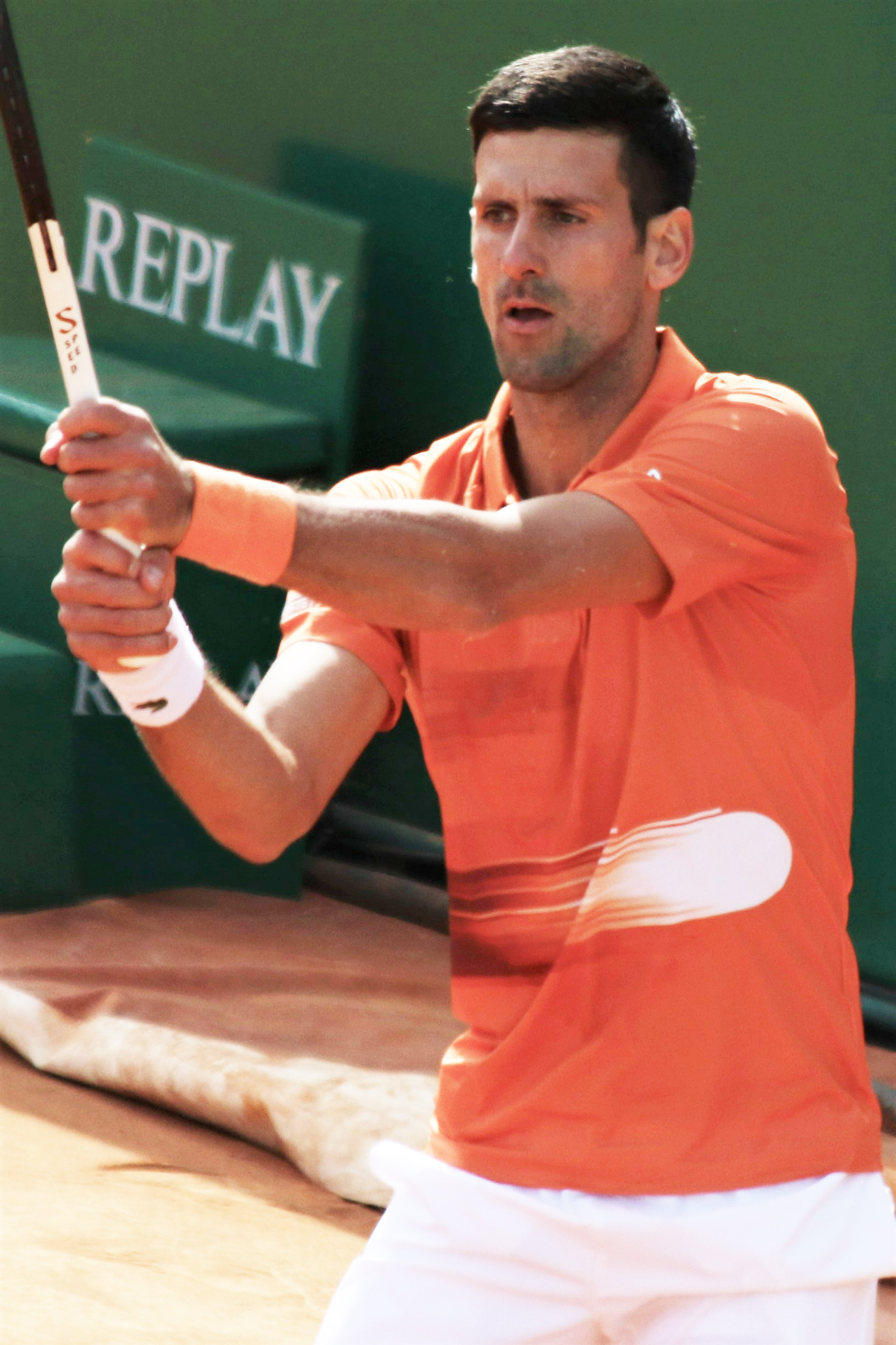
Novak Djokovic é o maior vencedor do Grand Slam, com 24 títulos.

A era amadora durou desde a criação de cada torneio até ao Australian Open de 1968. Neste período, com exceção de Wimbledon, as competições tinham outros nomes: o Australian Open teve as designações de Australasian Championships (1905–1926) e Australian Championships (1927-1968); Roland Garros designou-se French National Championship (1891–1924) e French Championships (1925–1967) e o US Open designou-se US National Championships (1881–1967).
A era open ou profissional começou no Torneio de Roland Garros de 1968 e vai até os dias atuais.

## História
O Grand Slam de Ténis é constituído por quatro torneios: Australian Open, Roland Garros, Wimbledon e US Open. Cada um destes torneios designa-se por Torneio do Grand Slam.
Nos diferentes torneios as competições masculina e feminina começaram em datas distintas: em Wimbledon a competição de singulares masculinos iniciou-se em 1877 e a de singulares femininos em 1884, no US Open a competição masculina data de 1881 e a feminina de 1887, em Roland Garros o torneio masculino foi criado em 1891 e o feminino em 1897 e no Australian Open o quadro masculino foi criado em 1905 e o quadro feminino em 1922. 
A conquista do Grand Slam, máxima honra do ténis, corresponde à vitória consecutiva e na mesma temporada dos quatro Torneios do Grand Slam. Somente desde 1905, com a criação do Australian Open, é possível a conquista do Grand Slam. A vitória individual num Torneio do Grand Slam designa-se por Título do Grand Slam. 
Somente dois homens conquistaram o Grand Slam, vencendo os 4 Torneios do Grand Slam na mesma temporada. Don Budge completou o Grand Slam em 1938, tendo sido o primeiro tenista (homem ou mulher) a fazê-lo. Rod Laver conquistou o Grand Slam por duas vezes, em 1962 e 1969, a última das quais já na Era Open; é o único tenista (homem ou mulher) da história a ter completado por duas vezes o Grand Slam. O recorde de Títulos em torneios do Grand Slam pertence a Novak Djokovic, com 24 Títulos conquistados.
Entre 1912 e 1923 existiram 3 Torneios Majors: World Grass Court Championships (Wimbledon, disputado em relva), World Hard Court Championships (disputado em França em terra batida) e World Covered Court Championships (disputado indoor em vários locais em piso de madeira). Em 1913 a Federação Internacional de Ténis (criada no mesmo ano) designou estes 3 torneios como Majors. 
Em 1925 os 4 actuais Torneios do Grand Slam foram oficialmente reconhecidos pela Federação Internacional de Ténis como pertencentes ao Grand Slam de Ténis, sendo considerados os mais importantes do Mundo. O World Hard Court Championships e o World Covered Court Championships foram extintos.
Até 1924 o Torneio de Roland Garros era reservado a tenistas membros dos clubes franceses de ténis, o que incluía apenas jogadores franceses ou residentes em França. Devido a esta restrição somente as edições após 1925, quando o torneio foi aberto à participação de tenistas estrangeiros, são reconhecidas pela ITF como tendo estatuto de Grand Slam.
A Era Amadora durou desde a criação de cada torneio até ao Australian Open de 1968. Neste período os Torneios do Grand Slam eram reservados a tenistas amadores, ficando excluídos os profissionais. Entre 1927 e 1967 os tenistas profissionais participavam nos 3 Torneios Professional Majors: US Pro, Wembley Pro e French Pro, considerados os mais importantes do circuito profissional.
A Era Open iniciou-se com o Torneio de Roland Garros de 1968 e desde então os Torneios do Grand Slam ficaram abertos à participação dos tenistas profissionais.

## Por ano

### Era aberta
Em parênteses, número do título ao ganhar um dos torneios em comparação à quantidade de vezes que ganhou um deles.
| Ano  | Australian Open                                | Roland Garros            | Wimbledon              | US Open                |
| ---- | ---------------------------------------------- | ------------------------ | ---------------------- | ---------------------- |
| 2025 | Jannik Sinner (3/4)                            | Carlos Alcaraz (5/5)     | Jannik Sinner (4/4)    |                        |
| 2024 | Jannik Sinner (1/4)                            | Carlos Alcaraz (3/5)     | Carlos Alcaraz (4/5)   | Jannik Sinner (2/4)    |
| 2023 | Novak Djokovic (22/24)                         | Novak Djokovic (23/24)   | Carlos Alcaraz (2/5)   | Novak Djokovic (24/24) |
| 2022 | Rafael Nadal (21/22)                           | Rafael Nadal (22/22)     | Novak Djokovic (21/24) | Carlos Alcaraz (1/5)   |
| 2021 | Novak Djokovic (18/24)                         | Novak Djokovic (19/24)   | Novak Djokovic (20/24) | Daniil Medvedev        |
| 2020 | Novak Djokovic (17/24)                         | Rafael Nadal (20/22)     | Torneio não realizado  | Dominic Thiem          |
| 2019 | Novak Djokovic (15/24)                         | Rafael Nadal (18/22)     | Novak Djokovic (16/24) | Rafael Nadal (19/22)   |
| 2018 | Roger Federer (20/20)                          | Rafael Nadal (17/22)     | Novak Djokovic (13/24) | Novak Djokovic (14/24) |
| 2017 | Roger Federer (18/20)                          | Rafael Nadal (15/22)     | Roger Federer (19/20)  | Rafael Nadal (16/22)   |
| 2016 | Novak Djokovic (11/24)                         | Novak Djokovic (12/24)   | Andy Murray (3/3)      | Stan Wawrinka (3/3)    |
| 2015 | Novak Djokovic (8/24)                          | Stan Wawrinka (2/3)      | Novak Djokovic (9/24)  | Novak Djokovic (10/24) |
| 2014 | Stan Wawrinka (1/3)                            | Rafael Nadal (14/22)     | Novak Djokovic (7/24)  | Marin Čilić            |
| 2013 | Novak Djokovic (6/24)                          | Rafael Nadal (12/22)     | Andy Murray (2/3)      | Rafael Nadal (13/22)   |
| 2012 | Novak Djokovic (5/24)                          | Rafael Nadal (11/22)     | Roger Federer (17/20)  | Andy Murray (1/3)      |
| 2011 | Novak Djokovic (2/24)                          | Rafael Nadal (10/22)     | Novak Djokovic (3/24)  | Novak Djokovic (4/24)  |
| 2010 | Roger Federer (16/20)                          | Rafael Nadal (7/22)      | Rafael Nadal (8/22)    | Rafael Nadal (9/22)    |
| 2009 | Rafael Nadal (6/22)                            | Roger Federer (14/20)    | Roger Federer (15/20)  | Juan Martín del Potro  |
| 2008 | Novak Djokovic (1/24)                          | Rafael Nadal (4/22)      | Rafael Nadal (5/22)    | Roger Federer (13/20)  |
| 2007 | Roger Federer (10/20)                          | Rafael Nadal (3/22)      | Roger Federer (11/20)  | Roger Federer (12/20)  |
| 2006 | Roger Federer (7/20)                           | Rafael Nadal (2/22)      | Roger Federer (8/20)   | Roger Federer (9/20)   |
| 2005 | Marat Safin (2/2)                              | Rafael Nadal (1/22)      | Roger Federer (5/20)   | Roger Federer (6/20)   |
| 2004 | Roger Federer (2/20)                           | Gastón Gaudio            | Roger Federer (3/20)   | Roger Federer (4/20)   |
| 2003 | Andre Agassi (8/8)                             | Juan Carlos Ferrero      | Roger Federer (1/20)   | Andy Roddick           |
| 2002 | Thomas Johansson                               | Albert Costa             | Lleyton Hewitt (2/2)   | Pete Sampras (14/14)   |
| 2001 | Andre Agassi (7/8)                             | Gustavo Kuerten (3/3)    | Goran Ivanišević       | Lleyton Hewitt (1/2)   |
| 2000 | Andre Agassi (6/8)                             | Gustavo Kuerten (2/3)    | Pete Sampras (13/14)   | Marat Safin (1/2)      |
| 1999 | Yevgeny Kafelnikov (2/2)                       | Andre Agassi (4/8)       | Pete Sampras (12/14)   | Andre Agassi (5/8)     |
| 1998 | Petr Korda                                     | Carlos Moyá              | Pete Sampras (11/14)   | Patrick Rafter (2/2)   |
| 1997 | Pete Sampras (9/14)                            | Gustavo Kuerten (1/3)    | Pete Sampras (10/14)   | Patrick Rafter (1/2)   |
| 1996 | Boris Becker (6/6)                             | Yevgeny Kafelnikov (1/2) | Richard Krajicek       | Pete Sampras (8/14)    |
| 1995 | Andre Agassi (3/8)                             | Thomas Muster            | Pete Sampras (6/14)    | Pete Sampras (7/14)    |
| 1994 | Pete Sampras (4/14)                            | Sergi Bruguera (2/2)     | Pete Sampras (5/14)    | Andre Agassi (2/8)     |
| 1993 | Jim Courier (4/4)                              | Sergi Bruguera (1/2)     | Pete Sampras (2/14)    | Pete Sampras (3/14)    |
| 1992 | Jim Courier (2/4)                              | Jim Courier (3/4)        | Andre Agassi (1/8)     | Stefan Edberg (6/6)    |
| 1991 | Boris Becker (5/6)                             | Jim Courier (1/4)        | Michael Stich          | Stefan Edberg (5/6)    |
| 1990 | Ivan Lendl (8/8)                               | Andrés Gómez             | Stefan Edberg (4/6)    | Pete Sampras (1/14)    |
| 1989 | Ivan Lendl (7/8)                               | Michael Chang            | Boris Becker (3/6)     | Boris Becker (4/6)     |
| 1988 | Mats Wilander (5/7)                            | Mats Wilander (6/7)      | Stefan Edberg (3/6)    | Mats Wilander (7/7)    |
| 1987 | Stefan Edberg (2/6)                            | Ivan Lendl (5/8)         | Pat Cash               | Ivan Lendl (6/8)       |
| 1986 | Torneio não realizado devido à mudança de data | Ivan Lendl (3/8)         | Boris Becker (2/6)     | Ivan Lendl (4/8)       |
| 1985 | Stefan Edberg (1/6) ‡                          | Mats Wilander (4/7)      | Boris Becker (1/6)     | Ivan Lendl (2/8)       |
| 1984 | Mats Wilander (3/7) ‡                          | Ivan Lendl (1/8)         | John McEnroe (6/7)     | John McEnroe (7/7)     |
| 1983 | Mats Wilander (2/7) ‡                          | Yannick Noah             | John McEnroe (5/7)     | Jimmy Connors (8/8)    |
| 1982 | Johan Kriek (2/2) ‡                            | Mats Wilander (1/7)      | Jimmy Connors (6/8)    | Jimmy Connors (7/8)    |
| 1981 | Johan Kriek (1/2) ‡                            | Björn Borg (11/11)       | John McEnroe (3/7)     | John McEnroe (4/7)     |
| 1980 | Brian Teacher ‡                                | Björn Borg (9/11)        | Björn Borg (10/11)     | John McEnroe (2/7)     |
| 1979 | Guillermo Vilas (4/4) ‡                        | Björn Borg (7/11)        | Björn Borg (8/11)      | John McEnroe (1/7)     |
| 1978 | Guillermo Vilas (3/4) ‡                        | Björn Borg (5/11)        | Björn Borg (6/11)      | Jimmy Connors (5/8)    |
| 1977 | Roscoe Tanner ‡                                | Guillermo Vilas (1/4)    | Björn Borg (4/11)      | Guillermo Vilas (2/4)  |
| 1977 | Vitas Gerulaitis                               | Guillermo Vilas (1/4)    | Björn Borg (4/11)      | Guillermo Vilas (2/4)  |
| 1976 | Mark Edmondson                                 | Adriano Panatta          | Björn Borg (3/11)      | Jimmy Connors (4/8)    |
| 1975 | John Newcombe (7/7)                            | Björn Borg (2/11)        | Arthur Ashe (3/3)      | Manuel Orantes         |
| 1974 | Jimmy Connors (1/8)                            | Björn Borg (1/11)        | Jimmy Connors (2/8)    | Jimmy Connors (3/8)    |
| 1973 | John Newcombe (5/7)                            | Ilie Năstase (2/2)       | Jan Kodeš (3/3)        | John Newcombe (6/7)    |
| 1972 | Ken Rosewall (8/8)                             | Andrés Gimeno            | Stan Smith (2/2)       | Ilie Năstase (1/2)     |
| 1971 | Ken Rosewall (7/8)                             | Jan Kodeš (2/3)          | John Newcombe (4/7)    | Stan Smith (1/2)       |
| 1970 | Arthur Ashe (2/3)                              | Jan Kodeš (1/3)          | John Newcombe (3/7)    | Ken Rosewall (6/8)     |
| 1969 | Rod Laver (8/11)                               | Rod Laver (9/11)         | Rod Laver (10/11)      | Rod Laver (11/11)      |
| 1968 |                                                | Ken Rosewall (5/8)       | Rod Laver (7/11)       | Arthur Ashe (1/3)      |

### Era amadora
| Ano  | Australian Open                                        | Roland Garros                                          | Wimbledon                                              | US Open                  |
| ---- | ------------------------------------------------------ | ------------------------------------------------------ | ------------------------------------------------------ | ------------------------ |
| 1968 | Bill Bowrey                                            |                                                        |                                                        |                          |
| 1967 | Roy Emerson (11/12)                                    | Roy Emerson (12/12)                                    | John Newcombe (1/7)                                    | John Newcombe (2/7)      |
| 1966 | Roy Emerson (10/12)                                    | Tony Roche                                             | Manuel Santana (4/4)                                   | Fred Stolle (2/2)        |
| 1965 | Roy Emerson (8/12)                                     | Fred Stolle (1/2)                                      | Roy Emerson (9/12)                                     | Manuel Santana (3/4)     |
| 1964 | Roy Emerson (5/12)                                     | Manuel Santana (2/4)                                   | Roy Emerson (6/12)                                     | Roy Emerson (7/12)       |
| 1963 | Roy Emerson (3/12)                                     | Roy Emerson (4/12)                                     | Chuck McKinley                                         | Rafael Osuna             |
| 1962 | Rod Laver (3/11)                                       | Rod Laver (4/11)                                       | Rod Laver (5/11)                                       | Rod Laver (6/11)         |
| 1961 | Roy Emerson (1/12)                                     | Manuel Santana (1/4)                                   | Rod Laver (2/11)                                       | Roy Emerson (2/12)       |
| 1960 | Rod Laver (1/11)                                       | Nicola Pietrangeli (2/2)                               | Neale Fraser (2/3)                                     | Neale Fraser (3/3)       |
| 1959 | Alex Olmedo (1/2)                                      | Nicola Pietrangeli (1/2)                               | Alex Olmedo (2/2)                                      | Neale Fraser (1/3)       |
| 1958 | Ashley Cooper (2/4)                                    | Mervyn Rose (2/2)                                      | Ashley Cooper (3/4)                                    | Ashley Cooper (4/4)      |
| 1957 | Ashley Cooper (1/4)                                    | Sven Davidson                                          | Lew Hoad (4/4)                                         | Malcolm Anderson         |
| 1956 | Lew Hoad (1/4)                                         | Lew Hoad (2/4)                                         | Lew Hoad (3/4)                                         | Ken Rosewall (4/8)       |
| 1955 | Ken Rosewall (3/8)                                     | Tony Trabert (3/5)                                     | Tony Trabert (4/5)                                     | Tony Trabert (5/5)       |
| 1954 | Mervyn Rose (1/2)                                      | Tony Trabert (2/5)                                     | Jaroslav Drobný (3/3)                                  | Vic Seixas (2/2)         |
| 1953 | Ken Rosewall (1/8)                                     | Ken Rosewall (2/8)                                     | Vic Seixas (1/2)                                       | Tony Trabert (1/5)       |
| 1952 | Ken McGregor                                           | Jaroslav Drobný (2/3)                                  | Frank Sedgman (4/5)                                    | Frank Sedgman (5/5)      |
| 1951 | Dick Savitt (1/2)                                      | Jaroslav Drobný (1/3)                                  | Dick Savitt (2/2)                                      | Frank Sedgman (3/5)      |
| 1950 | Frank Sedgman (2/5)                                    | Budge Patty (1/2)                                      | Budge Patty (2/2)                                      | Arthur Larsen            |
| 1949 | Frank Sedgman (1/5)                                    | Frank Parker (4/4)                                     | Ted Schroeder (2/2)                                    | Pancho Gonzales (2/2)    |
| 1948 | Adrian Quist (3/3)                                     | Frank Parker (3/4)                                     | Bob Falkenburg                                         | Pancho Gonzales (1/2)    |
| 1947 | Dinny Pails                                            | József Asbóth                                          | Jack Kramer (2/3)                                      | Jack Kramer (3/3)        |
| 1946 | John Bromwich (2/2)                                    | Marcel Bernard                                         | Yvon Petra                                             | Jack Kramer (1/3)        |
| 1945 | Torneio não realizado devido à Segunda Guerra Mundial  | Torneio não realizado devido à Segunda Guerra Mundial  | Torneio não realizado devido à Segunda Guerra Mundial  | Frank Parker (2/4)       |
| 1944 | Torneio não realizado devido à Segunda Guerra Mundial  | Torneio não realizado devido à Segunda Guerra Mundial  | Torneio não realizado devido à Segunda Guerra Mundial  | Frank Parker (1/4)       |
| 1943 | Torneio não realizado devido à Segunda Guerra Mundial  | Torneio não realizado devido à Segunda Guerra Mundial  | Torneio não realizado devido à Segunda Guerra Mundial  | Joe Hunt                 |
| 1942 | Torneio não realizado devido à Segunda Guerra Mundial  | Torneio não realizado devido à Segunda Guerra Mundial  | Torneio não realizado devido à Segunda Guerra Mundial  | Ted Schroeder (1/2)      |
| 1941 | Torneio não realizado devido à Segunda Guerra Mundial  | Torneio não realizado devido à Segunda Guerra Mundial  | Torneio não realizado devido à Segunda Guerra Mundial  | Bobby Riggs (3/3)        |
| 1940 | Adrian Quist (2/3)                                     | Torneio não realizado devido à Segunda Guerra Mundial  | Torneio não realizado devido à Segunda Guerra Mundial  | Don McNeill (2/2)        |
| 1939 | John Bromwich (1/2)                                    | Don McNeill (1/2)                                      | Bobby Riggs (1/3)                                      | Bobby Riggs (2/3)        |
| 1938 | Don Budge (3/6)                                        | Don Budge (4/6)                                        | Don Budge (5/6)                                        | Don Budge (6/6)          |
| 1937 | Vivian McGrath                                         | Henner Henkel                                          | Don Budge (1/6)                                        | Don Budge (2/6)          |
| 1936 | Adrian Quist (1/3)                                     | Gottfried von Cramm (2/2)                              | Fred Perry (7/8)                                       | Fred Perry (8/8)         |
| 1935 | Jack Crawford (6/6)                                    | Fred Perry (5/8)                                       | Fred Perry (6/8)                                       | Wilmer Allison           |
| 1934 | Fred Perry (2/8)                                       | Gottfried von Cramm (1/2)                              | Fred Perry (3/8)                                       | Fred Perry (4/8)         |
| 1933 | Jack Crawford (3/6)                                    | Jack Crawford (4/6)                                    | Jack Crawford (5/6)                                    | Fred Perry (1/8)         |
| 1932 | Jack Crawford (2/6)                                    | Henri Cochet (7/7)                                     | Ellsworth Vines (2/3)                                  | Ellsworth Vines (3/3)    |
| 1931 | Jack Crawford (1/6)                                    | Jean Borotra (4/4)                                     | Sidney Wood                                            | Ellsworth Vines (1/3)    |
| 1930 | Edgar Moon                                             | Henri Cochet (6/7)                                     | Bill Tilden (10/10)                                    | John Doeg                |
| 1929 | John Gregory                                           | René Lacoste (7/7)                                     | Henri Cochet (5/7)                                     | Bill Tilden (9/10)       |
| 1928 | Jean Borotra (3/4)                                     | Henri Cochet (3/7)                                     | René Lacoste (6/7)                                     | Henri Cochet (4/7)       |
| 1927 | Gerald Patterson (3/3)                                 | René Lacoste (4/7)                                     | Henri Cochet (2/7)                                     | René Lacoste (5/7)       |
| 1926 | John Hawkes                                            | Henri Cochet (1/7)                                     | Jean Borotra (2/4)                                     | René Lacoste (3/7)       |
| 1925 | James Anderson (3/3)                                   | René Lacoste (1/7)                                     | René Lacoste (2/7)                                     | Bill Tilden (8/10)       |
| 1924 | James Anderson (2/3)                                   | Jean Borotra ‡‡                                        | Jean Borotra (1/4)                                     | Bill Tilden (7/10)       |
| 1923 | Pat O'Hara Wood (2/2)                                  | François Blanchy ‡‡                                    | Bill Johnston (3/3)                                    | Bill Tilden (6/10)       |
| 1922 | James Anderson (1/3)                                   | Henri Cochet ‡‡                                        | Gerald Patterson (2/3)                                 | Bill Tilden (5/10)       |
| 1921 | Rhys Gemmell                                           | Jean Samazeuilh ‡‡                                     | Bill Tilden (3/10)                                     | Bill Tilden (4/10)       |
| 1920 | Pat O'Hara Wood (1/2)                                  | André Gobert ‡‡                                        | Bill Tilden (1/10)                                     | Bill Tilden (2/10)       |
| 1919 | Algernon Kingscote                                     | Torneio não realizado devido à Primeira Guerra Mundial | Gerald Patterson (1/3)                                 | Bill Johnston (2/3)      |
| 1918 | Torneio não realizado devido à Primeira Guerra Mundial | Torneio não realizado devido à Primeira Guerra Mundial | Torneio não realizado devido à Primeira Guerra Mundial | Robert Murray (2/2)      |
| 1917 | Torneio não realizado devido à Primeira Guerra Mundial | Torneio não realizado devido à Primeira Guerra Mundial | Torneio não realizado devido à Primeira Guerra Mundial | Robert Murray (1/2)      |
| 1916 | Torneio não realizado devido à Primeira Guerra Mundial | Torneio não realizado devido à Primeira Guerra Mundial | Torneio não realizado devido à Primeira Guerra Mundial | R. Norris Williams (2/2) |
| 1915 | Francis Lowe                                           | Torneio não realizado devido à Primeira Guerra Mundial | Torneio não realizado devido à Primeira Guerra Mundial | Bill Johnston (1/3)      |
| 1914 | Arthur O'Hara Wood                                     | Max Decugis ‡‡                                         | Norman Brookes (3/3)                                   | R. Norris Williams (1/2) |
| 1913 | Ernie Parker                                           | Max Decugis ‡‡                                         | Anthony Wilding (6/6)                                  | Maurice McLoughlin (2/2) |
| 1912 | James Cecil Parke                                      | Max Decugis ‡‡                                         | Anthony Wilding (5/6)                                  | Maurice McLoughlin (1/2) |
| 1911 | Norman Brookes (2/3)                                   | André Gobert ‡‡                                        | Anthony Wilding (4/6)                                  | William Larned (7/7)     |
| 1910 | Rodney Heath (2/2)                                     | Maurice Germot ‡‡                                      | Anthony Wilding (3/6)                                  | William Larned (6/7)     |
| 1909 | Anthony Wilding (2/6)                                  | Max Decugis ‡‡                                         | Arthur Gore (3/3)                                      | William Larned (5/7)     |
| 1908 | Fred Alexander                                         | Max Decugis ‡‡                                         | Arthur Gore (2/3)                                      | William Larned (4/7)     |
| 1907 | Horace Rice                                            | Max Decugis ‡‡                                         | Norman Brookes (1/3)                                   | William Larned (3/7)     |
| 1906 | Anthony Wilding (1/6)                                  | Maurice Germot ‡‡                                      | Lawrence Doherty (6/6)                                 | William Clothier         |
| 1905 | Rodney Heath (1/2)                                     | Maurice Germot ‡‡                                      | Lawrence Doherty (5/6)                                 | Beals Wright             |
| 1904 |                                                        | Max Decugis ‡‡                                         | Lawrence Doherty (4/6)                                 | Holcombe Ward            |
| 1903 | Max Decugis ‡‡                                         | Lawrence Doherty (2/6)                                 | Lawrence Doherty (3/6)                                 |                          |
| 1902 | Michel Vacherot ‡‡                                     | Lawrence Doherty (1/6)                                 | William Larned (2/7)                                   |                          |
| 1901 | André Vacherot ‡‡                                      | Arthur Gore (1/3)                                      | William Larned (1/7)                                   |                          |
| 1900 | Paul Aymé ‡‡                                           | Reginald Doherty (4/4)                                 | Malcolm Whitman (3/3)                                  |                          |
| 1899 | Paul Aymé ‡‡                                           | Reginald Doherty (3/4)                                 | Malcolm Whitman (2/3)                                  |                          |
| 1898 | Paul Aymé ‡‡                                           | Reginald Doherty (2/4)                                 | Malcolm Whitman (1/3)                                  |                          |
| 1897 | Paul Aymé ‡‡                                           | Reginald Doherty (1/4)                                 | Robert Wrenn (4/4)                                     |                          |
| 1896 | André Vacherot ‡‡                                      | Harold Mahoney                                         | Robert Wrenn (3/4)                                     |                          |
| 1895 | André Vacherot ‡‡                                      | Wilfred Baddeley (3/3)                                 | Fred Hovey                                             |                          |
| 1894 | André Vacherot ‡‡                                      | Joshua Pim (2/2)                                       | Robert Wrenn (2/4)                                     |                          |
| 1893 | Laurent Riboulet ‡‡                                    | Joshua Pim (1/2)                                       | Robert Wrenn (1/4)                                     |                          |
| 1892 | Jean Schopfer ‡‡                                       | Wilfred Baddeley (2/3)                                 | Oliver Campbell (3/3)                                  |                          |
| 1891 | H. Briggs ‡‡                                           | Wilfred Baddeley (1/3)                                 | Oliver Campbell (2/3)                                  |                          |
| 1890 |                                                        |                                                        | Willoughby Hamilton                                    | Oliver Campbell (1/3)    |
| 1889 | William Renshaw (7/7)                                  | Henry Slocum (2/2)                                     |                                                        |                          |
| 1888 | Ernest Renshaw                                         | Henry Slocum (1/2)                                     |                                                        |                          |
| 1887 | Herbert Lawford                                        | Richard Sears (7/7)                                    |                                                        |                          |
| 1886 | William Renshaw (6/7)                                  | Richard Sears (6/7)                                    |                                                        |                          |
| 1885 | William Renshaw (5/7)                                  | Richard Sears (5/7)                                    |                                                        |                          |
| 1884 | William Renshaw (4/7)                                  | Richard Sears (4/7)                                    |                                                        |                          |
| 1883 | William Renshaw (3/7)                                  | Richard Sears (3/7)                                    |                                                        |                          |
| 1882 | William Renshaw (2/7)                                  | Richard Sears (2/7)                                    |                                                        |                          |
| 1881 | William Renshaw (1/7)                                  | Richard Sears (1/7)                                    |                                                        |                          |
| 1880 | John Hartley (2/2)                                     |                                                        |                                                        |                          |
| 1879 | John Hartley (1/2)                                     |                                                        |                                                        |                          |
| 1878 | Frank Hadow                                            |                                                        |                                                        |                          |
| 1877 | Spencer Gore                                           |                                                        |                                                        |                          |

| Legenda |
| Destaque colorido correspondente à conquista do Grand Slam (vencer os 4 Torneios do Grand Slam na mesma temporada). |
| ‡ Edição do Australian Open realizada em Dezembro (tradicionalmente o Torneio é disputado em Janeiro). Em 1977 realizaram-se duas edições: em Janeiro e Dezembro. Em 1986 não houve qualquer edição, tendo o Torneio voltado a realizar-se em Janeiro (a edição de Dezembro de 1986 transitou para Janeiro de 1987). |
| ‡‡ Edição reservada a jogadores franceses ou residentes em França. Não reconhecido como Torneio do Grand Slam pela Federação Internacional de Tênis. |

## Grand Slam
|  | Ouro olímpico   |
|  | Prata olímpico  |
|  | Bronze olímpico |

| Tenista   | Grand Slams | Era aberta | Anos       | Superfícies |
| --------- | ----------- | ---------- | ---------- | ----------- |
| Rod Laver | 2           | 1          | 1962, 1969 |             |
| Don Budge | 1           | -          | 1938       |             |

### Career Grand Slam
| Tenista        | Idade | Australian Open | Roland Garros | Wimbledon | US Open | Olimpíada | Superfícies |
| -------------- | ----- | --------------- | ------------- | --------- | ------- | --------- | ----------- |
| Fred Perry     | 26    | 1934            | 1935          | 1934      | 1933    | -         |             |
| Don Budge      | 23    | 1938            | 1938          | 1937      | 1937    | -         |             |
| Rod Laver      | 24    | 1960            | 1962          | 1961      | 1962    | -         |             |
| Roy Emerson    | 27    | 1961            | 1963          | 1964      | 1961    | -         |             |
| Andre Agassi   | 29    | 1995            | 1999          | 1992      | 1994    | 1996      |             |
| Roger Federer  | 27    | 2004            | 2009          | 2003      | 2004    | 2012      |             |
| Rafael Nadal   | 24    | 2009            | 2005          | 2008      | 2010    | 2008      |             |
| Novak Djokovic | 29    | 2008            | 2016          | 2011      | 2011    | 2024      |             |

Notas:
     Sintético 
     Saibro 
     Grama 
     Carpete 

## Títulos do Grand Slam
| Nº  | Títulos | Tenistas |
| --- | ------- | --- |
| 1º  | 24      | Novak Djokovic |
| 2º  | 22      | Rafael Nadal |
| 3º  | 20      | Roger Federer |
| 4º  | 14      | Pete Sampras |
| 5º  | 12      | Roy Emerson |
| 6º  | 11      | Rod Laver Björn Borg |
| 8º  | 10      | Bill Tilden |
| 9º  | 8       | Fred Perry Ken Rosewall Jimmy Connors Ivan Lendl Andre Agassi |
| 14º | 7       | William Renshaw Richard Sears William Larned René Lacoste Henri Cochet John Newcombe John McEnroe Mats Wilander |
| 22º | 6       | Lawrence Doherty Tony Wilding Jack Crawford Don Budge Stefan Edberg Boris Becker |
| 28º | 5       | Frank Sedgman Tony Trabert Carlos Alcaraz |
| 31º | 4       | Reginald Doherty Robert Wrenn Jean Borotra Frank Parker Lew Hoad Ashley Cooper Manuel Santana Guillermo Vilas Jim Courier Jannik Sinner |
| 41º | 3       | Malcolm Whitman Arthur Gore Oliver Campbell Norman Brookes Wilfred Baddeley James Anderson Gerald Patterson Ellsworth Vines Bobby Riggs Jack Kramer Bill Johnston Adrian Quist Jaroslav Drobny Neale Fraser Jan Kodes Arthur Ashe Gustavo Kuerten Andy Murray Stan Wawrinka |
| 60º | 2       | John Hartley Joshua Pim Pancho Gonzales Rodney Heath Budge Patty Henry Slocum Dick Savitt R. Norris Williams Maurice McLoughlin Vic Seixas Ted Schroeder Robert Murray John Bromwich Mervyn Rose Gottfried von Cramm Don McNeill Alex Olmedo Nicola Pietrangeli Fred Stolle Stan Smith Ilie Nastase / Johan Kriek Sergi Bruguera Patrick Rafter Yevgeny Kafelnikov Lleyton Hewitt Marat Safin |
| 87º | 1       | Spencer Gore Frank Hadow Willoughby Hamilton William Renshaw Herbert Lawford Fred Hovey Harold Mahoney Holcombe Ward Beals Wright William Clothier Horace Rice Fred Alexander James Cecil Parke Ernie Parker Arthur O'Hara Wood Francis Lowe Algernon Kingscote Rhys Gemmell John Hawkes John Gregory John Doeg Edgar Moon Sidney Wood Wilmer Allison Vivian McGrath Henner Henkel Joe Hunt Marcel Bernard Yvon Petra Dinny Pails József Asbóth Bob Falkenburg Arthur Larsen Ken McGregor Sven Davidson Mal Anderson Chuck McKinley Rafael Osuna Tony Roche Bill Bowrey Andrés Gimeno Manuel Orantes Roscoe Tanner Vitas Gerulaitis Mark Edmondson Brian Teacher Adriano Panatta Yannick Noah Pat Cash Michael Chang Andrés Gómez Michael Stich Thomas Muster Richard Krajicek Petr Korda Carlos Moyá Goran Ivanisevic Thomas Johansson Albert Costa Juan Carlos Ferrero Andy Roddick Gastón Gaudio Juan Martín del Potro Marin Čilić Dominic Thiem Daniil Medvedev |

Nota: Os tenistas ativos são apresentados em negrito.

## Maiores campeões de cada Torneio
| Torneio         | Tenistas       | Total |
| --------------- | -------------- | ----- |
| Australian Open | Novak Djokovic | 10    |
| Roland Garros   | Rafael Nadal   | 14    |
| Wimbledon       | Roger Federer  | 8     |
| US Open         | Richard Sears  | 7     |
| US Open         | William Larned | 7     |
| US Open         | Bill Tilden    | 7     |

| Torneio         | Tenistas       | Total |
| --------------- | -------------- | ----- |
| Australian Open | Novak Djokovic | 10    |
| Roland Garros   | Rafael Nadal   | 14    |
| Wimbledon       | Roger Federer  | 8     |
| Us Open         | Jimmy Connors  | 5     |
| Us Open         | Pete Sampras   | 5     |
| Us Open         | Roger Federer  | 5     |

## Maiores campeões por piso
| Torneio   | Tenistas       | Total |
| --------- | -------------- | ----- |
| Sintético | Novak Djokovic | 14    |
| Saibro    | Rafael Nadal   | 14    |
| Grama     | Bill Tilden    | 10    |
| Grama     | Roy Emerson    | 10    |

| Torneio   | Tenistas       | Total |
| --------- | -------------- | ----- |
| Sintético | Novak Djokovic | 14    |
| Saibro    | Rafael Nadal   | 14    |
| Grama     | Roger Federer  | 8     |

## Títulos por país
| País           | Total | Era Open |
| -------------- | ----- | -------- |
| Estados Unidos | 147   | 52       |
| Austrália      | 100   | 20       |
| Grã-Bretanha   | 48    | 3        |
| Espanha        | 38    | 34       |
| Suécia         | 26    | 25       |
| Sérvia         | 24    | 24       |
| Suíça          | 23    | 23       |
| França         | 21    | 1        |
| Chéquia        | 12    | 12       |
| Alemanha       | 10    | 7        |
| Itália         | 7     | 5        |
| Argentina      | 6     | 6        |
| Nova Zelândia  | 6     | 0        |
| Rússia         | 5     | 5        |
| Brasil         | 3     | 3        |
| Egito          | 3     | 0        |
| Áustria        | 2     | 2        |
| Croácia        | 2     | 2        |
| Roménia        | 2     | 2        |
| África do Sul  | 1     | 1        |
| Equador        | 1     | 1        |
| Países Baixos  | 1     | 1        |
| Hungria        | 1     | 0        |
| México         | 1     | 0        |